# Roger Martin du Gard

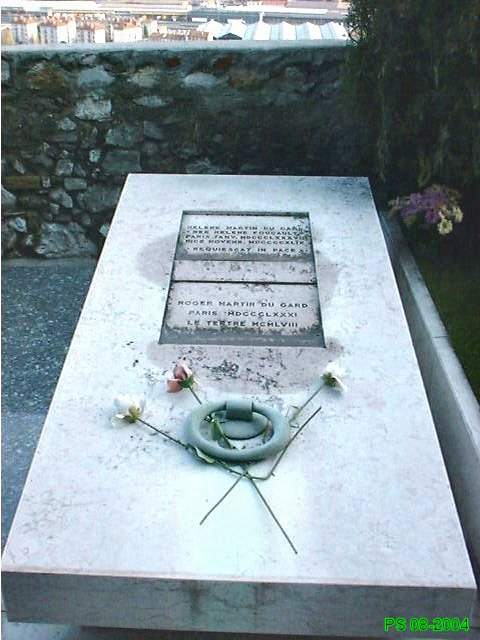
Roger Martin du Gards grav i Cimiez i Nice i sydöstra Frankrike.

Roger Martin du Gard, född 23 mars 1881 i Neuilly-sur-Seine i Frankrike, död  22 augusti 1958 i Sérigny i Orne, var en fransk författare.

## Biografi
Martin du Gard var son till en framgångsrik advokat och hans mor kom från en familj av fondkommissionärer. Vid 17 års ålder läste han Leo Tolstojs Krig och fred, vilken senare inspirerade honom till Thibault saga. Han studerade vid École des Chartres i Paris och fick sitt diplom som paleografarkivarie 1905. 
Hans utbildning till arkivtjänsteman var något som senare satte spår i hans författarskap. Han arbetade tidvis som en historiker med stor precision vad gäller fakta.
Han mottog Nobelpriset i litteratur 1937.

## Författarskap
Med sin genombrottsroman Jean Barois (1913) behandlade Martin du Gard i tidens smak frågan om jagets identitet. Hans huvudverk, romancykeln Les Thibault (åtta vol., 1922–1940; Släkten Thibault), är en social och psykologisk analys av franskt borgerskap strax före första världskriget, betraktad i efterkrigstidens belysning. Fastän neutral till sin hållning formas den senare till en sträng dom över det konservativa Frankrike. 
du Gard skrev dessutom ett flertal noveller, farser och dramer ...därom tiger munnen (1932), men han fullbordade aldrig en planerad ny romansvit.